# Mini Cord

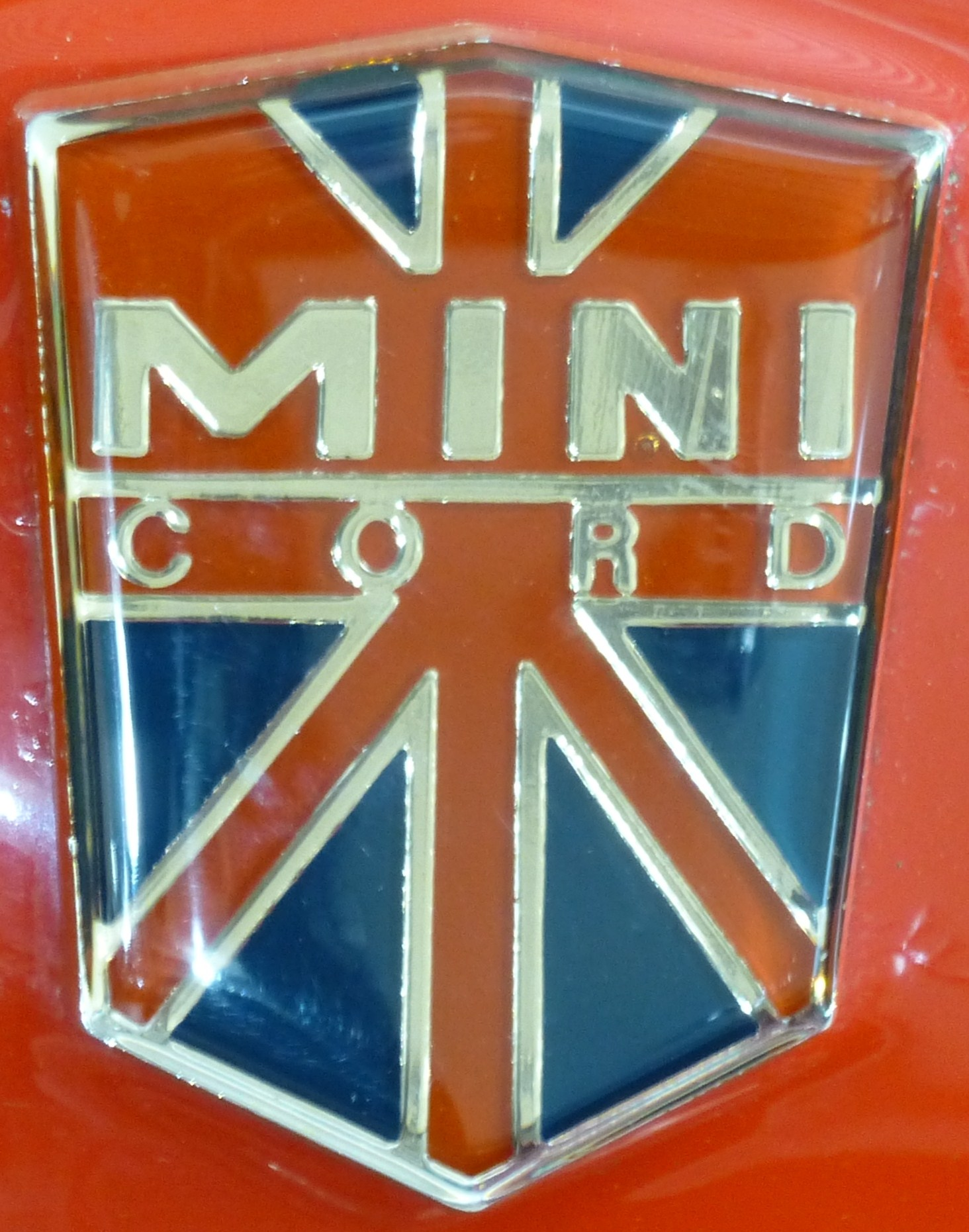
Emblem

Mini Cord war eine Automarke aus Venezuela.

## Unternehmensgeschichte
Das Unternehmen FACORCA, kurz für Fábrica de Motores y Carrocerías Cordillera C.A., aus Mariara vereinbarte im April 1990 mit Rover die Produktion von Automobilen. Im Dezember 1991 begann die Serienfertigung. Der Markenname lautete Mini Cord. Absatzmärkte waren neben dem Inland noch Kolumbien und die Inselgruppe der Antillen. 1995 endete die Produktion.

## Fahrzeuge
Das einzige Modell entsprach dem Mini. Allerdings bestand die Karosserie aus Fiberglas. Erkennbar ist das an der Wölbung der Karosserie entlang der Kotflügel und Schweller. Ein Vierzylindermotor mit 998 cm³ Hubraum trieb die Vorderräder an. Planungen eines größeren Motors mit 1275 cm³ Hubraum wurden nicht umgesetzt. Ausführungen als Cabriolet und Strandwagen blieben Einzelstücke.

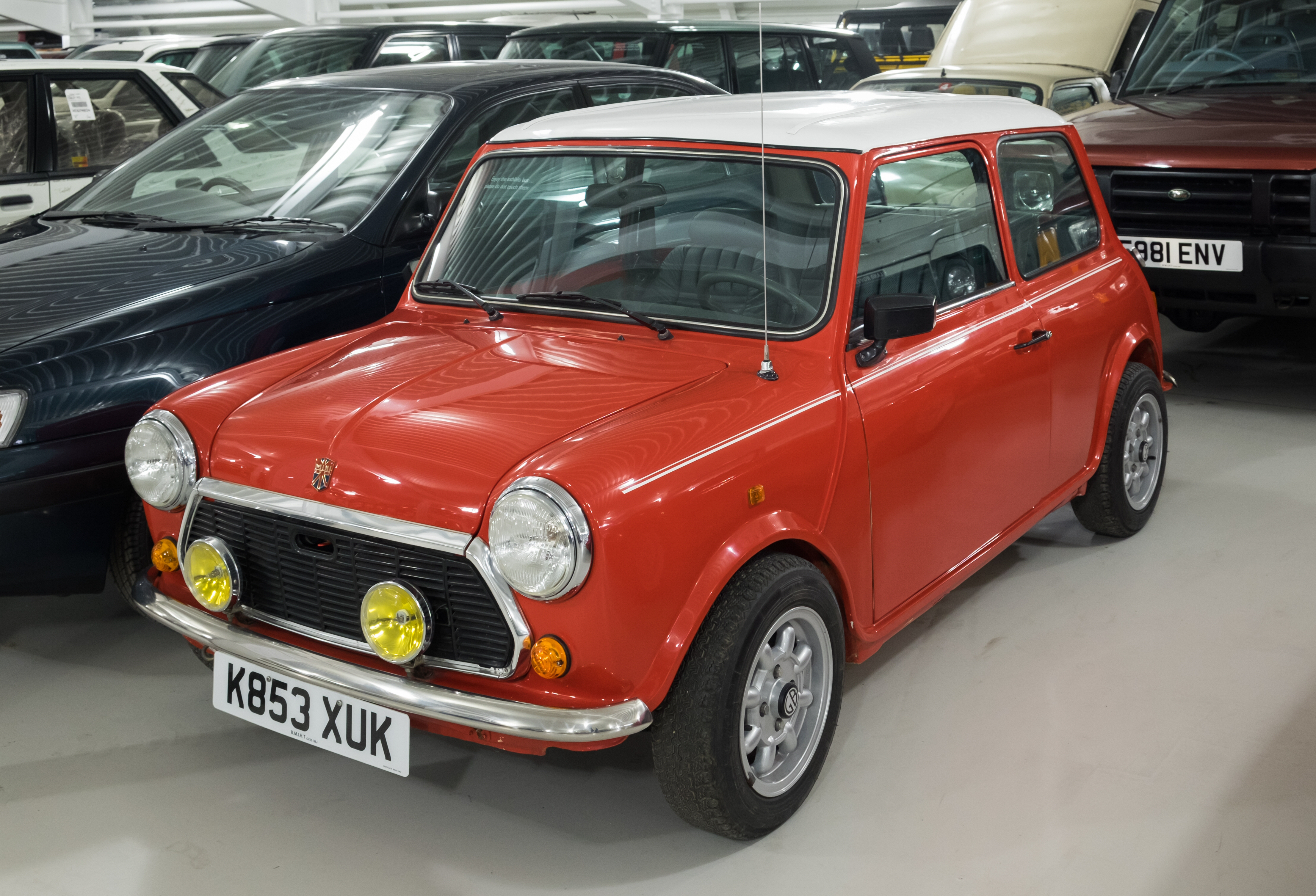
1992 Mini Cord
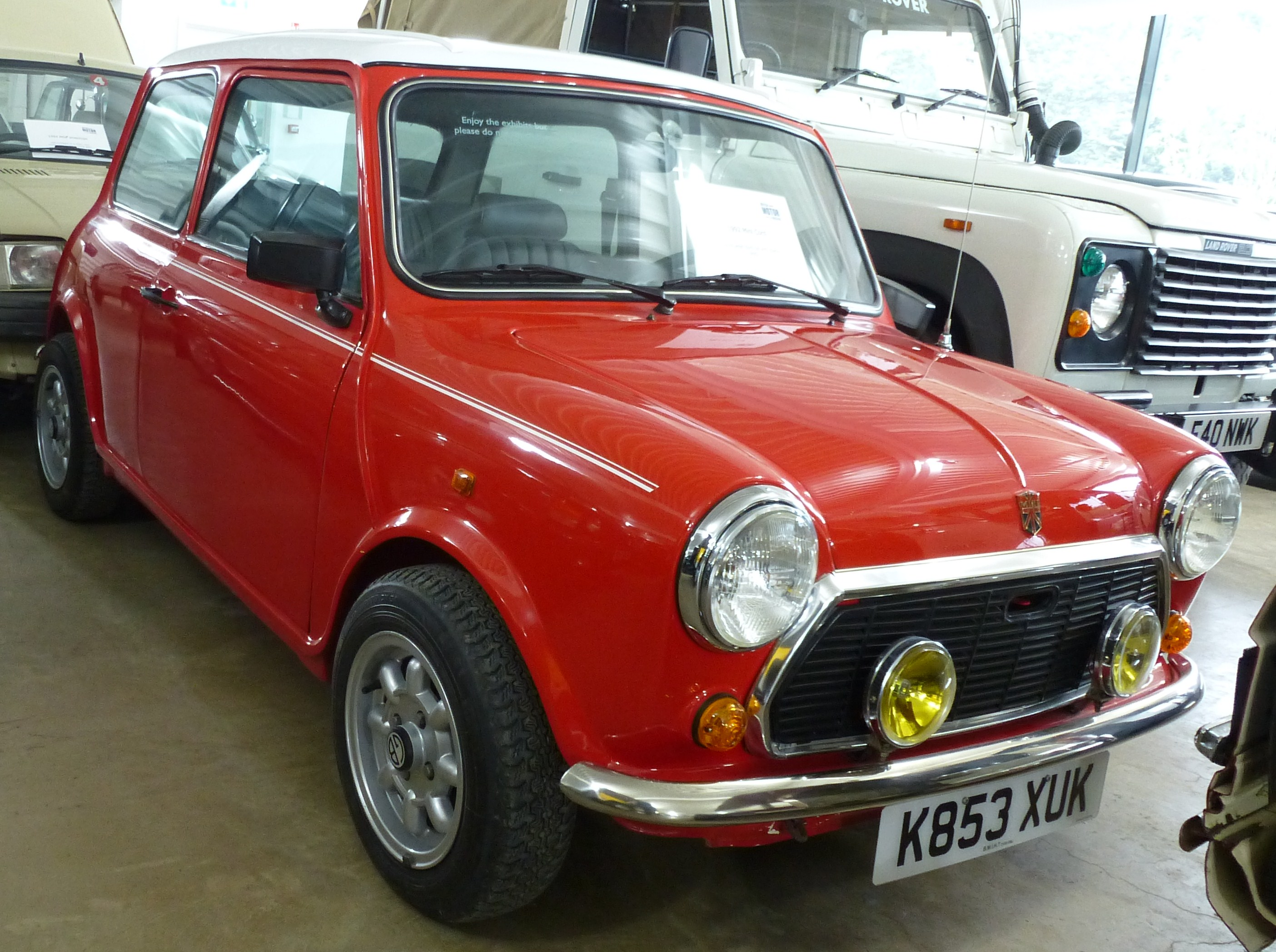
Mini Cord
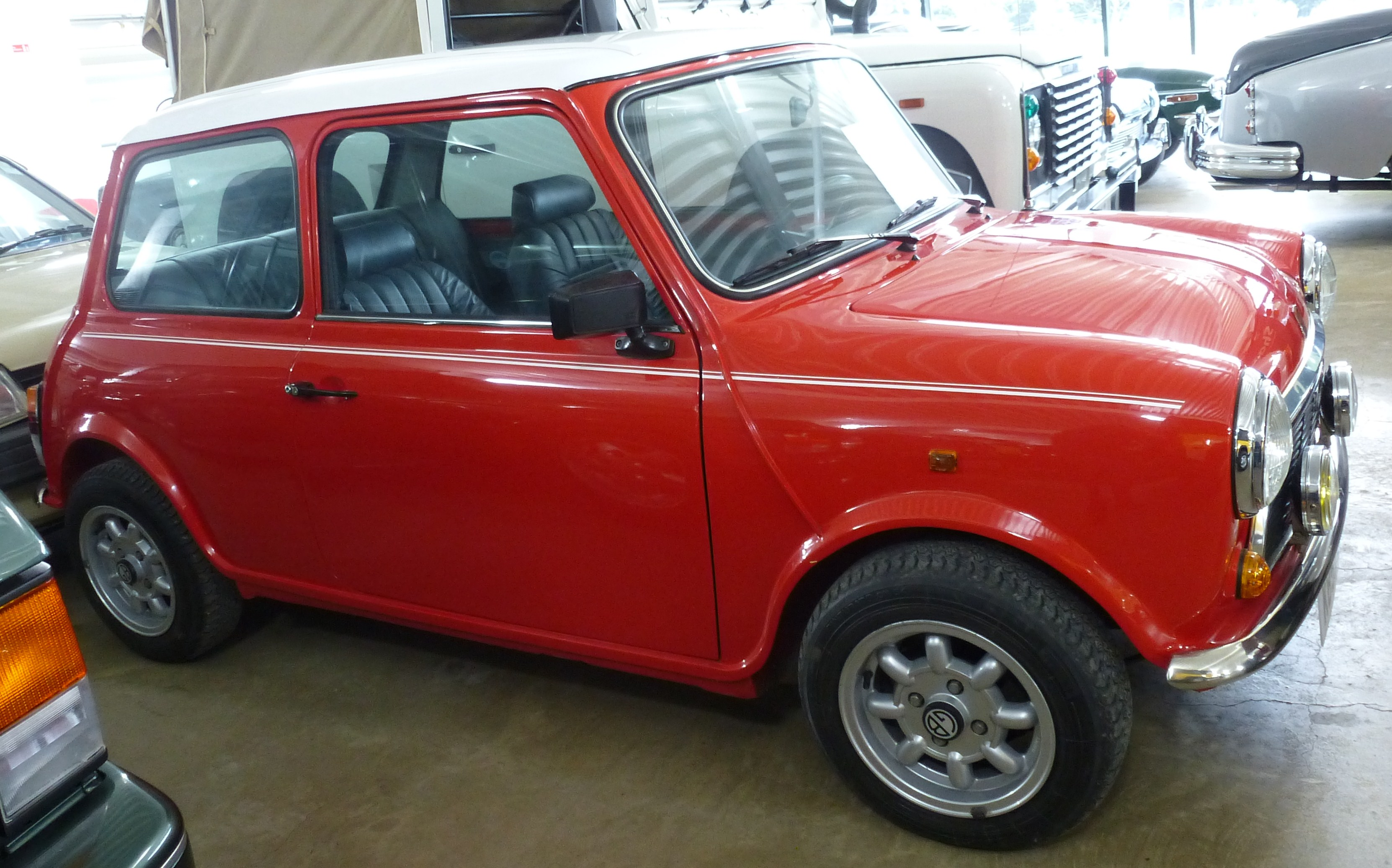
Mini Cord
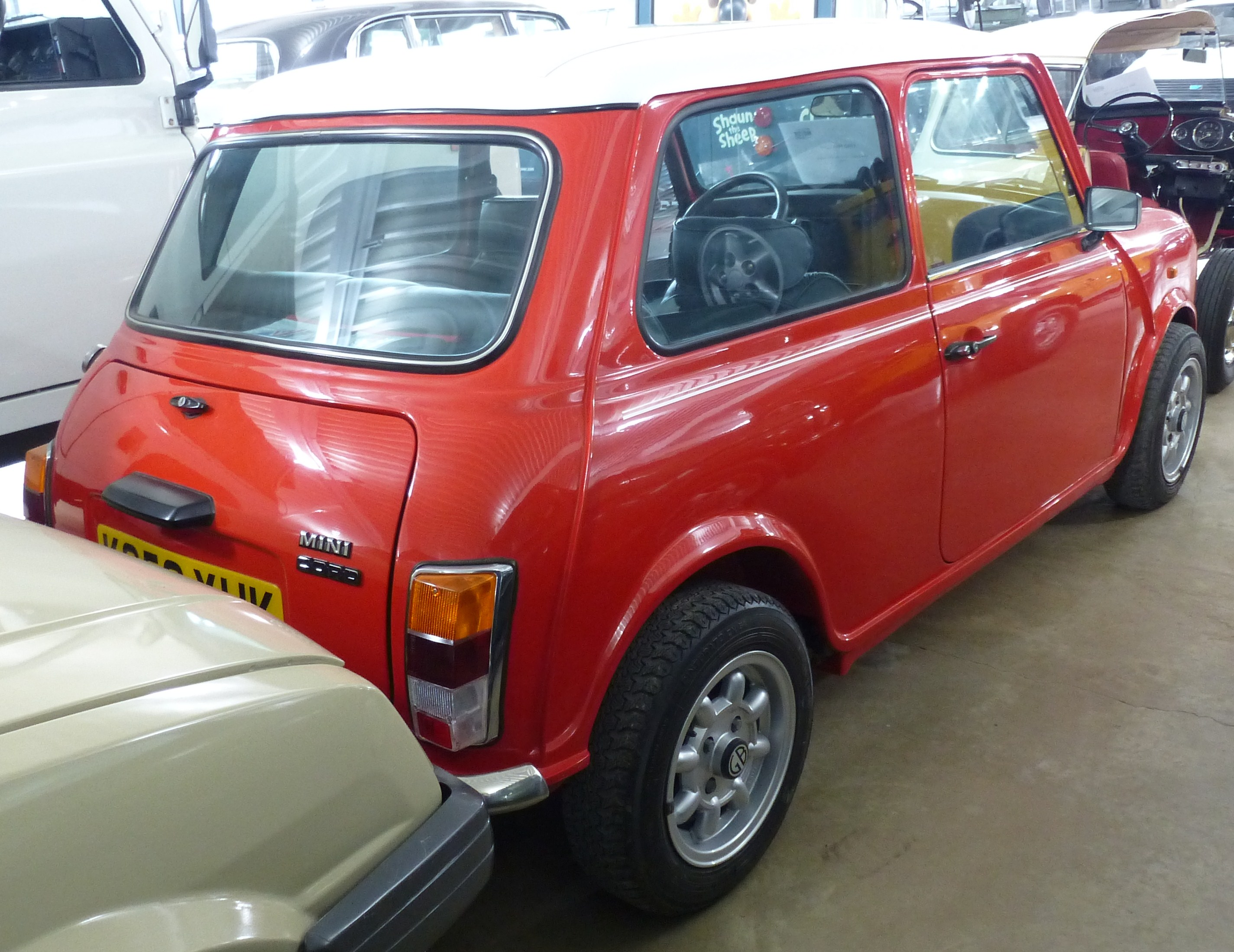
Mini Cord
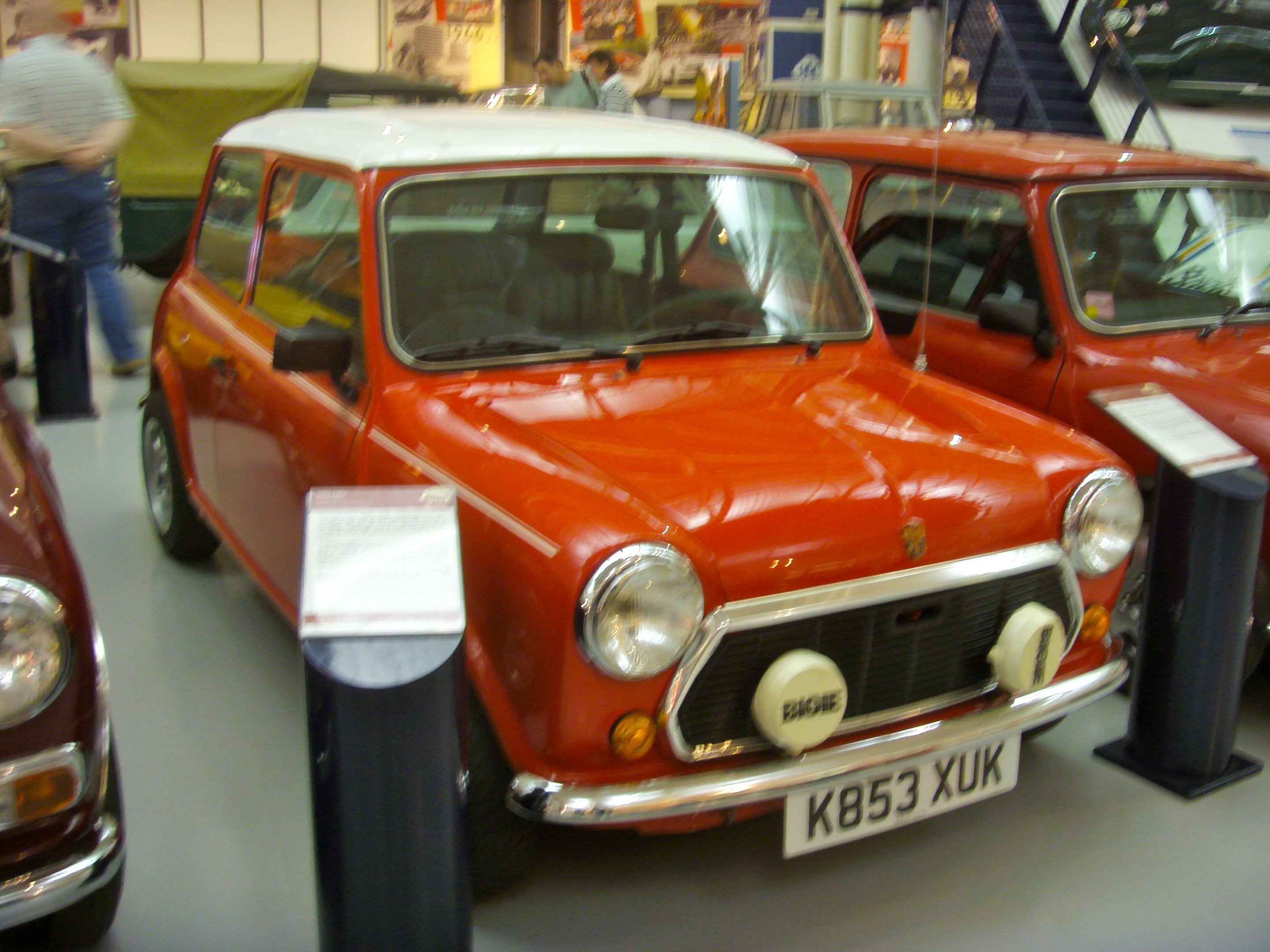
Mini Cord

## Produktionszahlen
Insgesamt entstanden 1309 Fahrzeuge. Die Addition der einzelnen Jahreswerte ergibt eine geringe Abweichung.
| Jahr | Fahrzeuge |
| ---- | --------- |
| 1991 | 113       |
| 1992 | 768       |
| 1993 | 391       |
| 1994 | 24        |
| 1995 | 15        |